# Pochyta
Pochyta Simon, 1901 è un genere di ragni appartenente alla famiglia Salticidae.

## Distribuzione
Le 14 specie oggi note di questo genere sono diffuse in Africa centrale, orientale e occidentale; una sola specie, la P. albimana è endemica del Madagascar.

## Tassonomia
A dicembre 2010, si compone di 14 specie:
- Pochyta albimana Simon, 1902 — Madagascar
- Pochyta fastibilis Simon, 1903 — Guinea Equatoriale
- Pochyta insulana Simon, 1910 — Principe (Sao Tomé)
- Pochyta major Simon, 1902 — Guinea-Bissau
- Pochyta moschensis Caporiacco, 1947 — Africa orientale
- Pochyta occidentalis Simon, 1902 — Guinea-Bissau
- Pochyta pannosa Simon, 1903 — Guinea Equatoriale
- Pochyta perezi Berland & Millot, 1941 — Guinea
- Pochyta poissoni Berland & Millot, 1941 — Guinea
- Pochyta pulchra (Thorell, 1899) — Camerun
- Pochyta remyi Berland & Millot, 1941 — Guinea
- Pochyta simoni Lessert, 1925 — Africa orientale
- Pochyta solers Peckham & Peckham, 1903 — Zimbabwe
- Pochyta spinosa Simon, 1901[2] — Africa occidentale